# Famille Sabadini
 (août 2024).
La famille Sabadini est une famille patricienne de Venise, originaire d'Istrie ou d'une vielille famille noble de Bologne selon les sources. Ils s'éteignent avec un certain Alberto en 1361.

## Armes

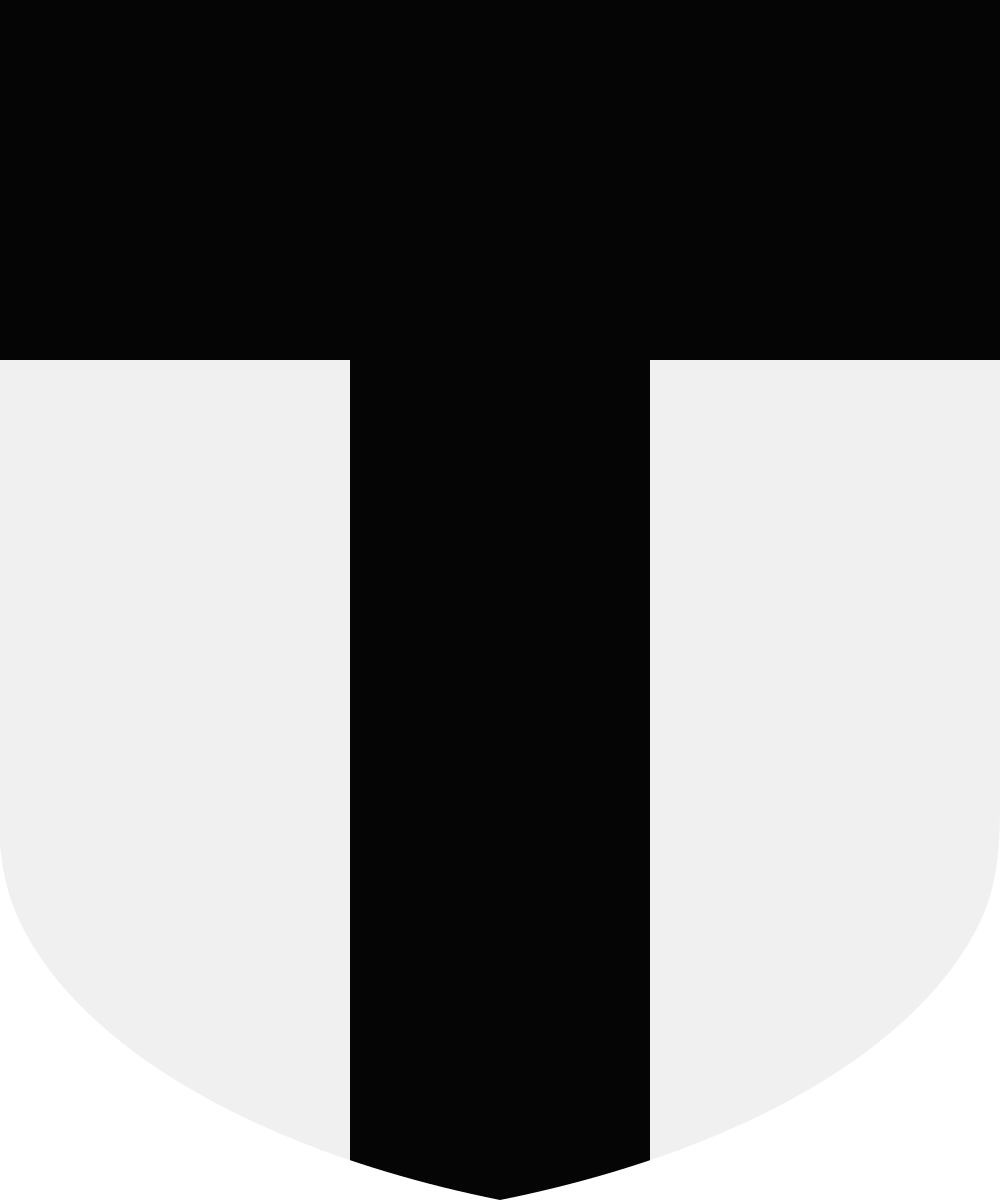
Armes des Sabadini

Les armes des Salonesi se blasonnent ainsi : d'argent au pal de sable au chef d'or.